# Sébastien Jullien
Pour les articles homonymes, voir Jullien.
Sébastien Jullien, né le 31 janvier 1987, à Lyon, est un coureur cycliste français.

## Biographie
Sébastien Jullien commence sa carrière par le BMX. Dans cette discipline, il se classe troisième d'un championnat d'Europe minime puis cadet, et cinquième d'un championnat du monde cadets. Il bascule finalement vers le cyclisme sur route chez les juniors (moins de 19 ans). 
En 2008 et 2009, il évolue au VC Caladois. Il intègre ensuite le club Bourg-en-Bresse Ain Cyclisme à partir de 2010. Bon sprinteur, il s'impose notamment sur le Grand Prix d'Issoire après avoir terminé deuxième de l'édition précédente, derrière Romain Bardet. Lors de la saison 2011, il se révèle en remportant une étape du Tour de Serbie, sous les couleurs d'une équipe mixte. Il devance l'Italien Angelo Furlan. 
Entre 2012 et 2014, il court sporadiquement au sein de l'équipe continentale China Jilun, pour disputer des compétitions inscrites au calendrier de l’UCI. Durant cette période, il se distingue en remportant une étape du Tour du lac Taihu, devant de nombreux coureurs professionnels. Il continue également de participer à des courses dans le calendrier amateur français. En 2018, il prend une licence au VC Tournus.

## Palmarès et résultats

### Palmarès par année
- 2008
  - Critérium de la Saint-Julien
- 2009
  - 2e du Grand Prix de Charvieu-Chavagneux
  - 2e du Grand Prix d'Issoire
- 2010
  - Prix de Bourg-en-Bresse
  - Grand Prix d'Issoire
- 2011
  - 7e étape du Tour de Serbie
  - Souvenir Jean-Vannier
  - 3e du Grand Prix d'Issoire
- 2012
  - 1re étape du Tour de Guyane
  - 7e étape du Tour du lac Taihu
  - 2e du Grand Prix d'Issoire
- 2013
  - Nocturne de Montrevel-en-Bresse
- 2014
  - Nocturne de Moulins
  - Nocturne de Montrevel-en-Bresse
- 2015
  - Critérium de Brioude

### Classements mondiaux
| Année           | 2011 | 2012 | 2013 |
| --------------- | ---- | ---- | ---- |
| UCI Europe Tour | 947e |      |      |
| UCI Asia Tour   |      |      | 152e |